# 中国共产党邵阳县委员会
中国共产党邵阳县委员会（简称中共邵阳县委）是中国共产党在湖南省邵阳市邵阳县的领导机关。

## 职责
根据《中国共产党地方委员会工作条例》，中国共产党地方委员会主要实行政治、思想和组织领导，承担下列职能：
1. 对本地区重大问题作出决策。
2. 通过法定程序使党组织的主张成为地方性法规、地方政府规章或者其他政令。
3. 加强对本地区宣传思想文化工作的领导，牢牢掌握意识形态工作领导权、话语权。
4. 按照干部管理权限任免和管理干部，向地方国家机关、政协组织、人民团体、国有企事业单位等推荐重要干部。
5. 支持和保证人大、政府、政协、法院、检察院、人民团体等依法依章程独立负责、协调一致地开展工作，发挥这些组织中党组的领导核心作用。
6. 加强对本地区群团工作和统一战线工作的领导。
7. 动员、组织所属党组织和广大党员，团结带领群众实现党的目标任务。

## 历任书记
| 姓名   | 就任日期  | 卸任日期  | 备注  |
| ------ | --------- | --------- | ----- |
| 蒋耀华 | 2005年8月 | 2013年4月 | [ 2 ] |
| 蒋伟   | 2013年4月 | 2021年6月 | [ 3 ] |
| 袁胜良 | 2021年6月 |           | [ 4 ] |